# Cymodusa ruficincta
Cymodusa ruficincta là một loài tò vò trong họ Ichneumonidae.